# Yan Lianke
Yan Lianke (chiń. 阎连科, ur. 24 sierpnia 1958 w prowincji Henan) – chiński pisarz, laureat Nagrody Franza Kafki. 

## Życiorys
Urodził się w 1958 roku w ubogim regionie prowincji Henan, w rodzinie rolników. Ze względu na brak środków na studia, zaciągnął się do wojska, dla którego zaczął pisać teksty propagandowe. Jego dzieła zdobyły popularność i wyróżnienia krajowe, jednak z czasem zaczęły pojawiać się zarzuty wobec jego twórczości ze względu na pojawiające się treści polityczne i seks. W rezultacie w 2004 roku został wydalony z wojska. Pracował na uniwersytecie Renmin, z którym związany jest do dziś.
Jest autorem licznych powieści, dziesięciu zbiorów opowiadań, a także esejów i krytyki literackiej. Jego twórczość wyróżniono w kraju m.in. Nagrodą Literacką im. Lu Xuna (2000) i Nagrodą Literacką im. Lao She (2004), lecz dwie z jego powieści zostały zakazane, a sam autor przez trzy lata nie mógł uzyskać paszportu i opuścić kraju. W 2006 roku po raz pierwszy jego twórczość ukazała się za granicą, gdzie wkrótce została doceniona przez krytykę: Yan Lianke otrzymał m.in. Nagrodę Franza Kafki (2014) oraz nominacje do Nagrody Księcia Asturii (2011), The Man Booker International Prize (2013) i Magnesia Litera (2014).
W swojej twórczości opisuje chińską wieś. Twierdzi, że sam realizm nie wystarcza, by opisać wielowarstwową rzeczywistość Chin, więc sięga po „mito-realizm” – własną formę realizmu magicznego. Mówi, że pisze o chorobach, ponieważ otaczały go w dzieciństwie. Jego powieść Sen wioski Ding oparta jest na prawdziwej historii wybuchu epidemii AIDS w rodzinnej prowincji Henan wkrótce po tym, gdy autor zaciągnął się do wojska. Choroba rozpowszechniła się poprzez rządowe banki krwi, w których mieszkańcy wsi oddawali krew, a pogorszyła nieudolna próba ukrycia problemu. Powieść zekranizowano w 2011 roku.
Mieszka w Pekinie.

## Twórczość po polsku

### Opowiadania
- Porzucona ręka. „Monde Diplomatique: miesięcznik społeczno-polityczny”. 9, 2014. ISSN 1895-4839.brak numeru strony

### Powieści
- Sen wioski Ding. Joanna Krenz (tłum.). Państwowy Instytut Wydawniczy, 2019. ISBN 978-83-06-03575-9. Brak numerów stron w książce
- Kroniki Eksplozji. Joanna Krenz (tłum.). Państwowy Instytut Wydawniczy, 2019. ISBN 978-83-66272-83-5. Brak numerów stron w książce
- Czteroksiąg. Katarzyna Sarek (tłum.). Państwowy Instytut Wydawniczy, 2020. ISBN 978-83-8196-069-4. Brak numerów stron w książce
- Całusy Lenina. Katarzyna Sarek (tłum.). Państwowy Instytut Wydawniczy, 2020. ISBN 978-83-8196-160-8. Brak numerów stron w książce
- Dzień, w którym umarło słońce. Joanna Krenz (tłum.). Państwowy Instytut Wydawniczy, 2022. ISBN 978-83-8196-348-0. Brak numerów stron w książce
- Sutra Serca. Joanna Krenz (tłum.). Państwowy Instytut Wydawniczy, 2023. ISBN 978-83-8196-514-9. Brak numerów stron w książce